# Buldana
Buldana là một thành phố và là nơi đặt hội đồng đô thị (municipal council) của quận Buldana thuộc bang Maharashtra, Ấn Độ.

## Địa lý
Buldana có vị trí 20°32′B 76°11′Đ / 20,53°B 76,18°Đ Nó có độ cao trung bình là 639 mét (2096 foot).

## Nhân khẩu
Theo điều tra dân số năm 2001 của Ấn Độ, Buldana có dân số 62.979 người. Phái nam chiếm 52% tổng số dân và phái nữ chiếm 48%. Buldana có tỷ lệ 77% biết đọc biết viết, cao hơn tỷ lệ trung bình toàn quốc là 59,5%: tỷ lệ cho phái nam là 82%, và tỷ lệ cho phái nữ là 72%. Tại Buldana, 13% dân số nhỏ hơn 6 tuổi.